# Blaupunkt
Bláupunkt — колишня німецька компанія, виробник електроніки, найбільш відома завдяки автомобільному аудіообладнанню. Штаб-квартира діяла в Гільдесгаймі в Німеччині.

## Історія
Компанія була заснована у 1923 році в Берліні під назвою «Ideal». Тоді радіомовлення ще тільки робило свої перші кроки у Німеччині. Новостворена компанія займалась виробництвом навушників. Кожен виріб проходив ретельну перевірку, після успішного проходження якої позначався синьою крапкою.
Зовсім скоро клієнти стали в магазинах запитувати просто навушники з синьою цяткою — так знак якості перетворився на товарний знак.
У 1932 році компанія випустила прототип автомобільного радіоприймача Blaupunkt AS 5, який заклав основу для ринку автомобільних звукових систем. Приймач, що отримував сигнали середньої та довгої довжини, мав об'єм майже 10 кубічних дециметрів. Спеціальної автомобільної антени не існувало — зазвичай антенний провід був розтягнутий під дахом. Через свої розміри, Blaupunkt AS 5 не міг бути встановлений в межах досяжності водія, тому на рульовому колесі був встановлений пульт дистанційного керування. Вартість приймача становила 465 рейхсмарок, що становило третину від ціни маленького автомобіля.
У 1938 році компанія офіційно змінила свою назву на «Blaupunkt», що німецькою мовою означає «синя крапка».
Після Другої світової війни компанія переїхала з Берліна до Гільдесгайма та увійшла до складу Bosch Group. 
У 1949 році Blaupunkt запустив рекламу першого автомобільного FM-радіо. До кінця 1960-х компанія стала одним із провідних німецьких виробників автомобільних радіоприймачів та автомобільного аудіо-обладнання. У 1983 році було запущено у продаж програвачі компакт-дисків.
У грудні 2008 року «Blaupunkt» була виділена в окрему юридичну особу та продана інвестиційному фонду «Aurelius AG». 2011 року Blaupunkt переносить все виробництво до КНР.